# آيت رحال (أولاد ابراهيم)
آيت رحال هو دُوَّار يقع بجماعة بوخريص، إقليم خريبكة، جهة بني ملال خنيفرة في المملكة المغربية. ينتمي الدوّار لمشيخة أولاد إبراهيم التي تضم 5 دواوير. يقدر عدد سكانه بـ 336 نسمة حسب الإحصاء الرسمي للسكان والسكنى لسنة 2004.

## وصلات خارجية
- البوابة الوطنية للجماعات الترابية
- المندوبية السامية للتخطيط